# Newsham and South Blyth
Newsham and South Blyth var en civil parish 1866–1920 när det uppgick i Blyth, i grevskapet Northumberland i England. Civil parish var belägen 13 km från Morpeth och hade 6 985 invånare år 1911. Det inkluderade New Delaval, Newsham, South Beach och South Newsham.